# Беверли Палеса Дитси
Беверли Палеса Дитси (енгл. Beverley Palesa Ditsie) јесте ЛГБТ+ активисткиња и продуценткиња. Дитси је једна од оснивача организације за права ЛГБТ+ особа, Геј и лезбијске организације Витватерсранд (GLOW).  Она је такође прва особа која се обратила Уједињеним нацијама у вези са ЛГБТ проблемима.

## Биографија
Дитси је рођена у Орландо Весту, Совето, у Јужноафричкој Републици 1971. године. Дитси је учествовала у организовању прве параде поноса у Јужној Африци. Парада је одржана у Јоханезбургу 1990. године. Дитси и њен пријатељ Сајмон Нколи, још један активиста, заједно су радили на организовању прајда након што је Сајмон дошао на ову идеју током своје посете Сједињеним Државама. Током самог догађаја, она је говорила на телевизији уживо и постала „културна икона”, али такође и мета мржње и непоштовања. Изјавила је да је морала имати пратњу око две недеље након параде поноса зарад своје сигурности. Дитси је кључна особа за тренутне ЛГБТ+ активности, пошто се бави културном и расном разликом између ЛГБТ особа у Јужној Африци.
Дитси је држала говор на конференцији Уједињених нација о женама 1995. године и била је прва афричка лезбијка која се бави геј и лезбијским правима на 4. Светској конференцији о женама." Покушала је да убеди делегате УН да усвоје резолуције којима би се признале сексуалне разноликости. Дитси је од 1980. године радила као глумица и режисерка на телевизији, чиме је постала прва црна дечја звезда на телевизији. Крајем деведесетих, она је била учесница ријалити-програма Уживо - Заједнице, и била је једина црна лезбијка у емисији. Такође је написала, режирала и потпомогла стварању преко 20 документарних филмова, приказаних на националном и међународном нивоу. Њен први документарни филм Сајмон и ја (2001) освојио је низ награда публике, међу којима је и најбољи документарни филм Оксфам / Погледи Африке 2004. у Монтреалу, Канада. Радња филма Сајмон и ја је аутобиографска, након њеног „личног и политичког” путовања са Нколијем. Филм користи и интервјуе и архивске материјале.